# Złącze CEE

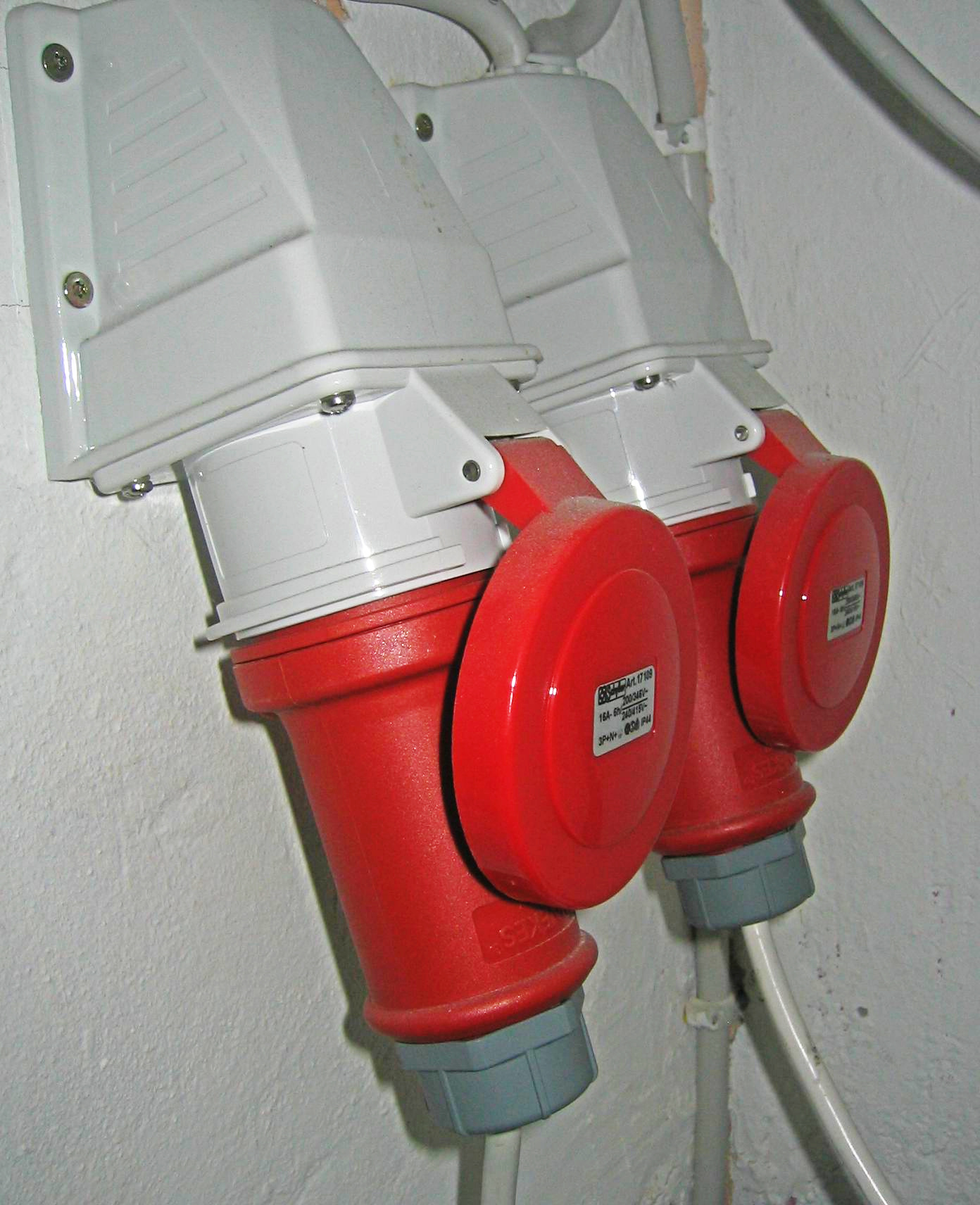
Gniazda 400 V

Złącze CEE 17, IEC/EN 60309, zwane też siłowym – międzynarodowy standard złącza elektrycznego przeznaczonego do zasilania urządzeń dużej mocy w warunkach przemysłowych oraz militarnych (NATO).

## Charakterystyka
Wtyki i gniazda CEE są zaprojektowane tak, aby pasowały do siebie w zakresie zgodnych prądów znamionowych, liczby biegunów, nominalnego napięcia i częstotliwości sieci. Wtyki i gniazda są zakodowane w taki sposób, aby chronić przed błędnym połączeniem wynikającym z różnic typu sieci zasilającej.

### Oznaczenie kolorem
Kolorem rozróżniono znamionowe napięcie sieci elektrycznej.
| 20–25 V    | fioletowy                     |
| 40–50 V    | biały                         |
| 100–130 V  | żółty                         |
| 200–250 V  | brązowy                       |
| 380–480 V  | czerwony                      |
| 500–1000 V | czarny                        |
| 60–500 Hz  | zielony (urządzenia lotnicze) |
| SELV       | szary                         |

Kolorem niebieskim mogą być oznaczone także gniazda jednofazowe typu CEE 7 w urządzeniach przemysłowych (230 V). Obudowy złącz w wersji militarnej są wykonywane w kolorze ciemnozielonym, nie korzystają z kolorowego systemu oznaczenia.

### Położenie styku ochronnego
W zależności od częstotliwości, napięcia i układu sieciowego przydzielono „godzinowe” położenie styku ochronnego oznaczone literą „h”, względem wpustu na obudowie, który znajduje się na godzinie 6:00. Standardowe złącza stosowane w Polsce (230 V i 400 V) posiadają styk na godzinie 6:00 – oznaczone jako 6 h. Wyjątkiem jest zasilanie kontenerów chłodniczych – 3h (3P+PE, 32 A, 400 V), oraz zasilanie urządzeń okrętowych – 400 V, 11 h.

### Warunki pracy
Norma IEC/EN określa pracę w temperaturze otoczenia od −25 °C do +40 °C.
Standardowe złącza 16 A i 32 A mają stopień ochrony IP44 oraz zabezpieczenie przed rozłączeniem w postaci zaczepu klapki. Wersja wodoodporna IP67 jest wyposażona w pierścień, który uszczelnia i jednocześnie zabezpiecza złącze przed rozłączeniem. Złącza o prądzie znamionowym 63 A i 125 A wykonywane są w stopniu ochrony IP66/67 wg normy EN 60529.

### Styki
Styki o przekroju okrągłym są wykonane z mosiądzu, opcjonalnie mogą być niklowane dla zwiększenia odporności na korozję. Wielkość złącza zależy od prądu znamionowego: 16 A, 32 A, 63 A, 125 A, 200 A. 
W gnieździe 3P+N+PE znajduje się wydłużony styk N względem styków fazowych, chroniący przed niepożądaną chwilową asymetrią układu trójfazowego w trakcie podłączania i odłączania wtyku. Styk PE gniazda jest zawsze najdłuższy i ma większą średnicę niż pozostałe. We wtyku styki są jednakowej długości.

### Podłączenie
Złącza są przeznaczone do samodzielnego podłączenia przez osobę uprawnioną. Poszczególne bieguny muszą być podłączone w określonej kolejności podanej na obudowie. Złącza jednofazowe (2P+PE, 230 V) uznaje się za spolaryzowane, tzn. drugi (nieoznaczony) styk jest przeznaczony dla przewodu N, wówczas gwarantowane jest prawidłowe działanie zabezpieczeń wewnątrz urządzenia, instalowanych na przewodzie fazowym. Gniazda trójfazowe (3P+PE) były dawniej standardowo stosowane w Polsce, służą wyłącznie do zasilania odbiorników trójfazowych 400 V takich jak np. silniki lub transformatory, gdyż dla uzyskania napięcia 230 V lub niższego wymagany jest dodatkowy transformator. Obecnie zostały wyparte przez gniazda 3P+N+PE ze względu na obecnie produkowane urządzenia wymagające przewodu N dla poboru napięcia fazowego 230 V. Złącza 63 A i 125 A mogą posiadać dodatkowy piąty biegun zwany pilotem, służy do sterowania dodatkowym stycznikiem znajdującym się w odbiorniku. Rozwiązanie to chroni przed powstaniem łuku elektrycznego w chwili rozłączania wtyku odbiornika znajdującego się pod obciążeniem. Złącza siedmiobiegunowe (6P+PE) przeznaczone są do łączenia silników elektrycznych z układem rozruchu gwiazda-trójkąt, łączenia silników w układzie Dahlandera oraz jako złącze ogólnego zastosowania.

## Złącza niskonapięciowe

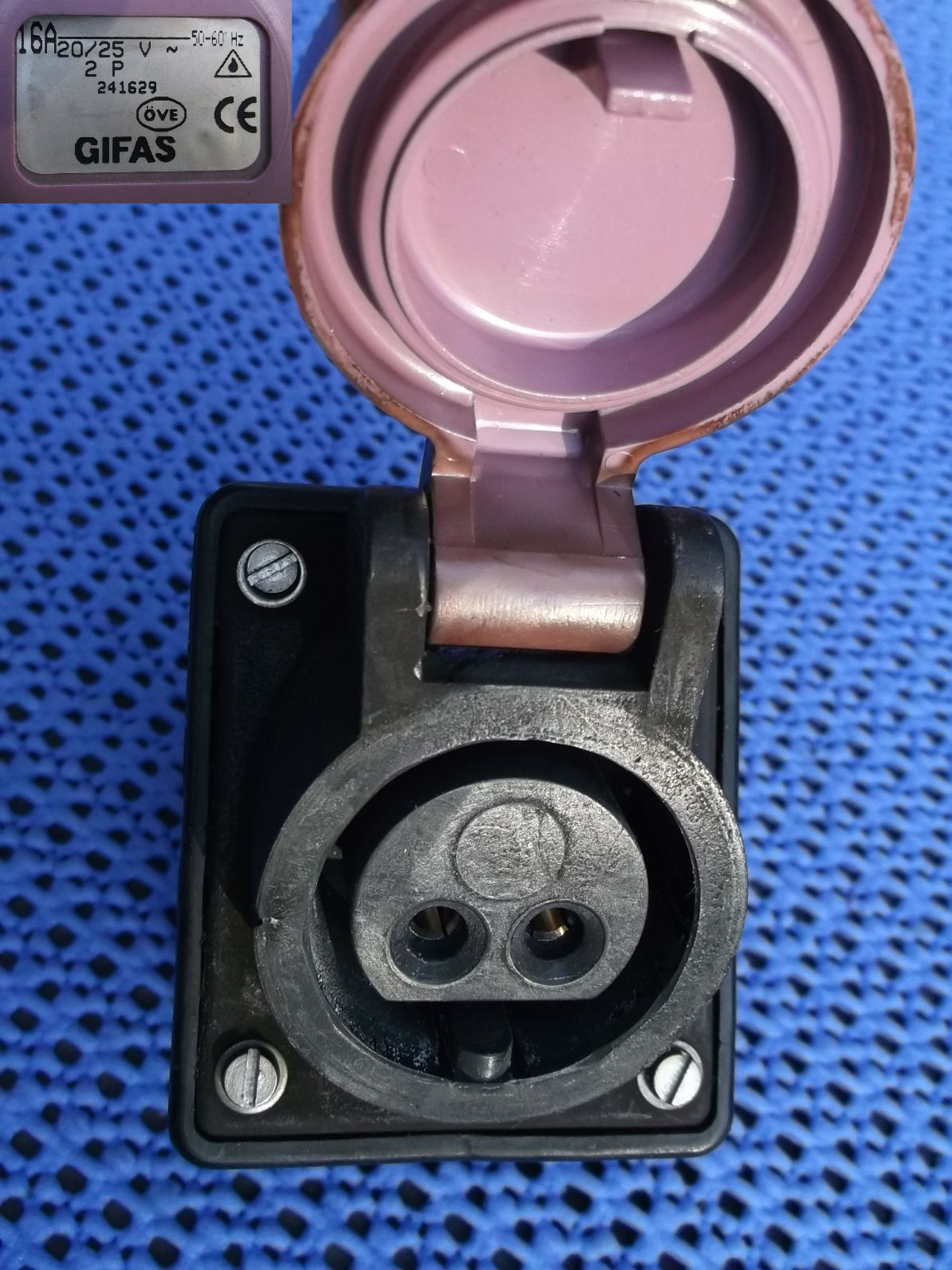
Gniazdo 24 V, 16 A, 2P, 50–60 Hz

Złącza niskonapięciowe, przeznaczone do zasilania urządzeń przenośnych w warunkach ekstremalnych w napięcie bezpieczne, stanowią odrębną grupę złącz o zmienionym kształcie obudowy. Złącza mogą być dwu- lub trójbiegunowe na napięcie znamionowe 24 V lub 42 V, na prąd przemienny i prąd stały, nie posiadają styku ochronnego.
Dawniej w Polsce nie było określonego standardu złącz napięcia bezpiecznego 24 V, w dawnych zakładach pracy stosowano w tym celu zwykłe gniazda 220 V. Można je także spotkać w pociągach.

## Złącza stosowane dawniej w Polsce

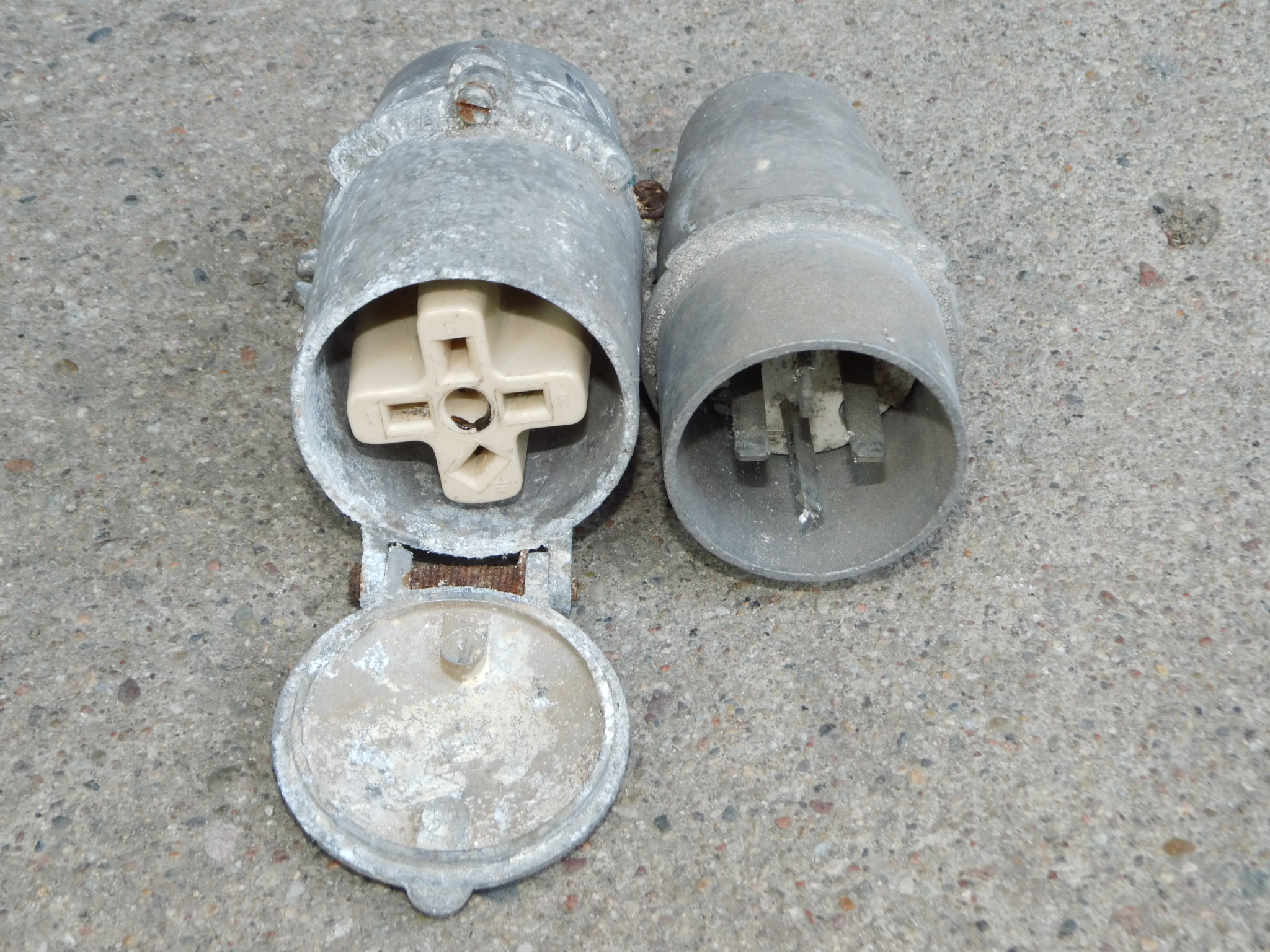
Złącze siłowe 16 A, 500 V z płaskimi stykami

W czasach PRL stosowano złącza 3P+PE 500 V ze stykami płaskimi w obudowie aluminiowej. Złącza te w wersji 32 A i 63 A można do dzisiaj spotkać na wsiach, kiedy były instalowane w czasach elektryfikacji wsi. Są nadal używane ze względu na trwałość. W późniejszym okresie PRL zostały wyparte przez złącza z okrągłymi stykami (3P+PE, 6 h, 380 V) w aluminiowej obudowie, zgodne z obecną normą IEC/EN 60309. 

## Źródła
- Katalog PCE